# Bertelsmann
Bertelsmann SE & Co. KGaA, meglio conosciuta come Bertelsmann, è una multinazionale tedesca con sede a Gütersloh in Germania. È una delle maggiori aziende multimediali al mondo.

## Storia

### Inizi
L'attività editoriale fu avviata da Carl Bertelsmann (1791-1850) nel 1835 a Gütersloh. L'attività era inizialmente concentrata sulla pubblicazione di inni religiosi e libri didattici a sostegno del movimento religioso protestante del Grande Risveglio. Bertelsmann pubblicava anche il quotidiano Evangelisches Monatsblatt für Westfalen.

### Coinvolgimento con il nazismo
L'azienda si espande ed allarga la sua attività editoriale ma la pubblicazione di opere religiose rimane importante.
Negli anni trenta del Novecento si dà impulso alla pubblicazione di narrativa. Ciò in parte coincide con il coinvolgimento con il nazionalsocialismo. La Bertelsmann diverrà il principale fornitore di libri per l'esercito tedesco e pubblicherà narrativa di autori nazisti.
Per far chiarezza sul coinvolgimento della Bertelsmann con il regime nazista l'azienda istituirà una commissione storica indipendente che pubblicherà il suo rapporto sugli anni dal 1921 al 1949 nel 2002.

### Espansione nel dopoguerra
Alla ripresa delle attività editoriali dopo la guerra, la Bertelsmann lancerà il suo Club del Libro che sarà un enorme successo. Negli anni dal 1953 al 1955 verrà pubblicata la prima enciclopedia Das Bertelsmann Lexikon in quattro volumi. Nel 1956 viene lanciata la casa discografica Ariola che avrà un enorme successo in Germania. La società si è ormai ingrandita al punto di espandersi all'estero. Il primo passo sarà la creazione del Club del Libro "Círculo de Lectores" in Spagna a cui farà seguito la creazione dei Club in Austria, Francia, Italia, Paesi Bassi, Portogallo e Stati Uniti. Nel 1964 con l'acquisizione dell'UFA la Bertelsmann entra nel settore della produzione cinematografica e televisiva. Nel 1973 acquisisce la maggioranza del gruppo editoriale Gruner + Jahr di Amburgo. Negli anni Settanta l'azienda si espande ancora all'estero e acquisisce la casa discografica statunitense Arista. Nel 1980 acquisisce l'editore americano Bantam Books e la spagnola Plaza y Janes. Nel 1986 viene acquisita la casa editrice statunitense Doubleday che ha due circoli del libro e la casa discografica RCA. Nel 1987 tutte le attività discografiche del gruppo vengono racchiuse nel nuovo marchio BMG (Bertelsmann Music Group). Negli anni Ottanta l'azienda entra nel settore televisivo con il lancio della televisione privata RTL Television.
Negli anni Novanta l'azienda si espande nella ex DDR e in Europa Centrale. Nel 1994 acquisisce la storica casa discografica italiana Dischi Ricordi. Nel 1997 lancia il primo Club del Libro in Cina. Nel 1998 viene acquisita la casa editrice americana Random House.
Con Penguin Random House è uno dei maggiori editori al mondo e vanta una rosa d'autori come Truman Capote, John Irving, Philip Roth, John Grisham, Dan Brown, John le Carré, Michael Crichton, Salman Rushdie, Anne Rice e Margaret Atwood.
Nel 1999 si espande su internet fondando la Bertelsmann On Line, per la vendita in linea di libri e musica. Nello stesso anno acquisisce la casa editrice tedesca Springer Verlag, specializzata in letteratura scientifica (la Springer verrà ceduta nel 2003). Nel 2001, dopo lo scandalo che aveva colpito Napster, offrì 8 milioni di dollari per comprare logo, nome e programmi del server creato da Sean Parker; i giudici impedirono questo acquisto facendo chiudere definitivamente Napster. Nel 2002 viene acquisita Zomba, la più grande etichetta di musica indipendente al mondo. Nel 2004 viene creata la associazione in partecipazione con la Sony nel settore musicale Sony BMG Music Entertainment. Nel 2005 viene acquisita la casa editrice Motor Presse Stuttgart.
Il 23 aprile 2008 viene annunciata l'imminente pubblicazione in forma cartacea di Wikipedia in lingua tedesca.

## Struttura del gruppo
La Bertelsmann ha diviso i settori di attività in 5 gruppi:
- RTL Group, settore radio-televisivi;
- Gruner + Jahr, editore di riviste in Europa;
- Random House, editore in lingua inglese;
- Direct Group, settore del circolo del libro e della musica;
- Arvato, fornitore di comunicazioni.
- BMG Rights Management, Record label

Un sesto gruppo, BMG (Bertelsmann Music Group), attivo nel settore musicale, nato come joint venture al 50% con Sony Music, alla fine del 2008 con un accordo tra i due soci è ritornato di proprietà della Sony Corporation of America con il nome Sony Music Entertainment Inc. (SMEI).